# 村井隆文
村井 隆文（むらい たかふみ）は、日本の数学者。東京工業大学名誉教授。専門は解析学、特に間隙函数論。情報文化学分野でも知られている。

## 略歴
1972年 名古屋大学理学部数学科卒業、1976年 名古屋大学理学研究科修士課程修了。理学博士。指導教員は伊藤正之。名古屋大学教養部助教授、1990年 名古屋大学理学部助教授を経て、1993年 名古屋大学情報文化学部教授。1996年 東京工業大学理学部教授。

## 業績
1988年、Peter Jonesとともに、1986年にP.Mattilaが複素平面上の一様近似に関するA.G.Vitushkinの問題を否定的に解決した結果を明示化し、当該分野のテキストを出版して複素解析の数学的進展に寄与した。1990年の国際数学者会議（ICM 1990 京都）で解析部門の招待講演者を務めている。
1990年代中頃以降は、情報文化学会での活動に軸足を移し、航空機間の相互作用や鳥取砂丘の分析など多様な研究に取り組んでいる。